# Bulevardul Unirii, Baia Mare
Bulevardul Unirii este o arteră importantă din Baia Mare, care leagă localitatea Satu Nou de Jos de Parcul Bucla (Bd. Independenței), în cartierul Săsar.